# 彭寧頓 (新澤西州)
彭寧頓（英語：Pennington）是位於美國新澤西州默瑟縣的自治市鎮。

## 人口
根據2020年美國人口普查的數據，彭寧頓的面積為2.50平方千米，當中陸地面積為2.49平方千米，而水域面積為0.01平方千米。當地共有人口2802人，而人口密度為每平方千米1,121人。